# Back Fire
Back Fire er en amerikansk stumfilm fra 1922 af Alan James.

## Medvirkende
- Jack Hoxie som Carson
- Florence Gilbert som Betty Hampton
- Lew Meehan som Baxter
- William Gould som Steve Rollins
- Zalla Zarana som Juanita Rollins
- Milton Ross
- Poke Williams som Hess Collins